# لاداریو
لاداریو (به پرتغالی: Ladário) یک شهرداری در برزیل است که در ماتوگروسو جنوبی واقع شده‌است. لاداریو ۳۴۲٫۵ کیلومتر مربع مساحت و ۲۳٬۶۸۹ نفر جمعیت دارد و ۱۱۴ متر بالاتر از سطح دریا واقع شده‌است.